# جامعة حمه لخضر-الوادي
جامعة حمه لخضر-الوادي جامعة حكومية في الجزائر. سميت على اسم محمد الأخضر عمارة ,المعروف ب (حمه لخضر) وهو أحد أشهر المناضلين ضد الاستعمار الفرنسي للجزائر.

## تاريخ
مرت جامعة الوادي بأربع مراحل بداية من سنة 1995 إلى غاية 2012.

### ملحقة المعهد الوطني للتجارة بالوادي
أنشأت ملحقة المعهد الوطني للتجارة بالوادي بموجب قرار وزاري مشترك مؤرخ في 03 جوان 1995 حيث انطلقت الدراسة لأول مرة خلال الموسم الجامعي 1996/1995 والتي تعتبر أول نواة جامعية بولاية الوادي كان مقرها بثانوية تكسبت والتي ظلت لموسمين حتى حُوِّلَت إلى مركز الشهداء سنة 1998 والتي يدرس بها شعبة العلوم التجارية بتخصصين:
ـ إدارة أعمال بداية من الموسم الجامعي 1998/1997
ـ تجارة دولية بداية من الموسم الجامعي 2000/1999

### الملحق الجامعي بالوادي
الملحق الجامعي بالوادي وهو التابع لجامعة محمد خيضر ببسكرة )) من سنة 1998 إلى غاية 2001. إضافة إلى ملحقة المعهد الوطني للتجارة التابعة للمعهد الوطني للتجارة ببن عكنون – الجزائر العاصمة - فقد استفادت ولاية الوادي من فتح فرع العلوم القانونية والإدارية في الموسم 1999/1998 ومعهد الأدب العربي في الموسم 2000/1999 و التابعتين لجامعة بسكرة ليتشكل الملحق الجامعي بالوادي

### المركز الجامعي بالوادي
انشأ المركز الجامعي بالوادي بموجب المرسوم التنفيذي رقم 06/280 مؤرخ في 16 أوت 2006 المعدل والمتمم للمرسوم التنفيذي رقم 01/277 المؤرخ في 18 سبتمبر 2001 بموجبه تحول الملحق الجامعي إلى مركز جامعي والذي ضم خمسة معاهد وهي :
- - معهد العلوم القانونية والإدارية
- - معهد الآداب واللغات
- - معهد العلوم الاقتصادية والتجارية وعلوم التسيير
- - معهد العلوم والتكنولوجيا
- - معهد العلوم الاجتماعية والإنسانية.

### جامعة الوادي
أنشئت جامعة الوادي بموجب المرسوم التنفيذي رقم 12-243 و المؤرخ في 4 جوان 2012 الموافق لـ 14 رجب 1433 و تضم :
- - كلية العلوم والتكنولوجيا
- - كلية علوم الطبيعة والحياة
- - كلية الأداب واللغات
- - كلية العلوم الاجتماعية والإنسانية
- - كلية العلوم الاقتصادية والتجارية و علوم التسيير
- - كلية الحقوق والعلوم السياسية
- - كلية العلوم الإسلامية

## عدد الطلبة
بلغ عدد الطلبة في السنة الدراسية 2011-2012: 15230 طالبا.